# Kevin Bridges
Kevin Bridges (ur. 13 listopada 1986 w Hardgate) – szkocki komik, uprawiający komedię typu stand-up i występujący w rozrywkowych programach telewizyjnych.
Swoją karierę rozpoczął w 2004 roku. W latach 2010–2011 brał udział w programie komediowym Stand Up for the Week (w 2011 roku jako prowadzący). Występował także m.in. w Have I Got News for You (2010-2012), Live at the Apollo (2010-2012), Would I Lie to You? (2010-2011) oraz Mock the Week (2010). W 2012 roku BBC One wyemitowało sześcioodcinkowy serial poświęcony komikowi – Kevin Bridges: What's the Story?.